# بطولة تونس لكرة السلة للرجال 2018–19
بطولة تونس لكرة السلة للرجال 2018–19 هو الموسم رقم 64 من بطولة تونس لكرة السلة للرجال.

فاز بهذا الموسم الاتحاد الرياضي المنستيري.

## روابط خارجية
- الموقع الرسمي للجامعة التونسية لكرة السلة.